# Ludlamita
La ludlamita és un mineral de la classe dels fosfats. Va rebre el seu nom l'any 1877 per Frederick Field en honor de Henry Ludlam (1824-1880), col·leccionista de minerals londinenc.

## Característiques
La ludlamita és un fosfat de fórmula química (Fe,Mn,Mg)₃(PO₄)₂·4H₂O. Cristal·litza en el sistema monoclínic. La seva duresa a l'escala de Mohs és 3,5. És una espècie isostructural amb la metaswitzerita, la sterlinghil·lita i la switzerita.
Segons la classificació de Nickel-Strunz, la ludlamita pertany a «08.CD: Fosfats sense anions addicionals, amb H₂O, només amb cations de mida mitjana, amb proporció RO₄:H₂O = 1:2» juntament amb els següents minerals: kolbeckita, metavariscita, fosfosiderita, mansfieldita, escorodita, strengita, variscita, yanomamita, parascorodita, sterlinghil·lita i rollandita.

## Formació i jaciments
És un mineral fosfat secundari que es troba en pegmatites granítiques complexes. També es troba en filons polimetàl·lics. Va ser descoberta l'any 1877 a Wheal Jane, a Baldhu, Kea, Cornualla (Anglaterra), on sol trobar-se associada a altres minerals com l'esfalerita, el quars i la pirita.